# Maria Agnès Ribera Garau
Maria Agnès Ribera Garau   (Palma, 1790 - Palma, 22 de novembre de 1861) va ser una escriptora, liberal i exmonja mallorquina.

## Biografia
Fou l'única filla, encara que il·legítima, de Jeroni Ignasi Ribera, hereu d'una acabalada família de comerciants ennoblits. Des del seu naixement s'orquestrà una conspiració familiar per a robar-li la seva herència i la seva vida, ja que si Maria Agnès es feia monja els seus béns passarien a Bernat, germà de son pare, quan morís aquest. Així el 1806 Jeroni Ribera decidí que la filla d'onze anys entràs en un convent, sempre en contra de la seva explícita voluntat, perquè, a més a més, estava interessat a amagar-la i fer-li creure que era una expòsita, per ell poder fer un matrimoni de conveniència.
El 1820 ella aconseguí abandonar el convent, emparada per la llei d'exclaustracions. Però, amb el retorn de l'absolutisme, la família i l'església reaccionària volien que continuàs sent monja, per la qual cosa s'exilià a França i començà un llarg procés per tal d'anul·lar totalment els seus vots. Després de lluitar contra els hereus Ribera per la seva herència, de ser empresonada a Madrid i de perdre el procés d'anul·lació davant la Rota, el 1833 aconseguí que se li reconegués la llibertat, després d'assolir personalment la seva defensa en llatí i italià davant de tres cardenals, al Vaticà.
Aleshores es casà amb el seu antic enamorat i es dedicà a llur afecció pels llibres i l'escriptura. Maria Agnès deixà moltes obres manuscrites inèdites de les quals destaca un llibre del 1833, segurament el primer llibre de viatges que es coneix escrit per una dona, a Mallorca, i probablement d'Espanya. Com a bona liberal, compartia l'herència il·lustrada de la necessitat de la instrucció i per això s'erigí en protectora del col·legi femení de la Puresa, obra d'un rellevant personatge del primer liberalisme mallorquí: el bisbe Nadal i de la religiosa seglar Maria Ferrer Arbona, juntament amb la seva mare, Maria Arbona Mir. Gràcies a les seves importants subvencions va aconseguir que el 1860 aquell centre educatiu superàs la crisi econòmica per la qual passava i pogués continuar impartint una acurada instrucció, sense haver-se d'integrar en cap congregació religiosa, fins a la refundació del centre per la Venerable Mare Alberta Giménez Adrover.
L'any 2012, la professora Isabel Peñarrubia i Marquès va publicar una biografia seva.

## Obra
- Medios poderosos para la perfecta enmienda de la vida o entera y durable conversión. Opúsculo entresacado de los venerables escritos del glorioso Obispo San Francisco de Sales; con otros varios ejercicios conducentes a asegurar la salvación etern (1847)
- Viage que yo María Inés Ribera y Garau hice á Valencia, Madrid, Roma y otras capitales extrangeras, y noticia de los monumentos, maravillas y curiosidades que observé en ellas (manuscrit, 1833)